# Clorură de propargil
Clorura de propargil este un compus organic cu formula chimică HC2CH2Cl. Este un lichid incolor lacrimogen ce este utilizat ca agent alchilant în sinteza organică.